# 佩恩鎮區 (堪薩斯州塞奇威克縣)
佩恩鎮區（英語：Payne Township）為美國堪薩斯州塞奇威克縣轄下的鎮區。2010年美国人口普查中此鎮區人口有937人。

## 地理
佩恩鎮區涵蓋總面積為67.9平方（26.23平方英里），其中陸地面積為67.8平方（26.17平方英里），水域面積為0.16平方（0.06平方英里）或0.23%。海拔高度428（1,404英尺）。

## 人口統計
根據2010年美國人口普查，佩恩鎮區人口有937人，其中男性有470人，女性有467人，人口密度為每平方公里13.80人，住房計359戶。鎮區內的白人有895人，非裔美國人有15人，美洲原住民有8人，亞裔美國人有7人，太平洋島裔美國人有0人，其他種族有5人，混血種族則有7人。此外鎮區內有21人為西班牙裔或拉丁裔美國人。此鎮區之年齡中位數為46.0歲，而男性年齡中位數為46.5歲，女性年齡中位數為45.3歲。

## 交通

### 主要公路
- 254號堪薩斯州州道